# Massaker von Zahedan
Beim Massaker von Zahedan am 30. September 2022, auch Blutiger Freitag oder Schwarzer Freitag genannt, töteten Polizeikräfte, Basidsch-Milizen und Iranische Revolutionsgarden (IRGC) in der iranischen Großstadt Zahedan mit Schusswaffen teils gezielt, teils wahllos eine große Zahl unbewaffneter Zivilisten, darunter Teilnehmer des wöchentlichen Freitagsgebets, Demonstranten und unbeteiligte Passanten. Mindestens 120 Getötete wurden zuverlässig identifiziert; die genaue Opferzahl ist unbekannt. Damit war diese Massentötung das mit Abstand blutigste Einzelereignis der Proteste im Iran seit September 2022. Dabei verfolgten die Täter das Ziel, die Proteste mit allen Mitteln gewaltsam zu unterdrücken. Diese haben in Zahedan durch historische, lokale und regionale Umstände ein besonderes Ausmaß angenommen.

## Vorgeschichte

### Unterdrückung der Belutschen
Zahedan ist die Hauptstadt der Provinz Sistan und Belutschistan im Südosten Irans. Die Region gehört zu den ärmsten des Landes und ist von häufigen Konflikten der Bevölkerung mit den Staatsbehörden und ihren bewaffneten Kräften geprägt. Während die meisten Iraner zur Glaubensrichtung der Schia gehören, sind die meisten Einwohner Belutschistans Sunniten. Die Belutschen beklagen seit Jahrzehnten Unterdrückung und Vernachlässigung durch die Zentralregierung in Teheran.
Am 31. Januar 1994 hatte das schiitische Regime die sunnitische Shaikh-Fayz-Moschee in Maschhad zerstören lassen. Dagegen protestierten viele Sunniten der Provinz, so auch am 1. Februar 1994 an der großen Makki-Moschee in Zahedan. Dort griffen Regimekräfte sie mit Schusswaffen an, töteten Dutzende und verletzten viele weitere. Dieses Ereignis war Ausgangspunkt für jahrelange Aufstandsversuche radikaler Sunniten Belutschistans gegen Irans Zentralregierung. Im Februar 2021 kam es zu Unruhen in der Provinz, nachdem IRGC an der Staatsgrenze zu Afghanistan und Pakistan einige Belutschen als mutmaßliche Benzinschmuggler erschossen hatten. In Zahedan wird das Massaker vom 30. September 2022 als Erinnerung an das Massaker von 1994 und als Teil der unveränderten, jahrzehntelangen Unterdrückung der sunnitischen Belutschen Irans betrachtet.

### Tötung von Jina Mahsa Amini
Am 16. September 2022 wurde der gewaltsame Tod von Jina Mahsa Amini im Iran bekannt. Die iranische Religionspolizei hatte die 22-jährige Kurdin bei einem Besuch Teherans wegen eines angeblichen Verstoßes gegen das Hidschab-Gesetz festgenommen und wahrscheinlich in der Haft schwer misshandelt, so dass sie nach drei Tagen im Koma starb. Von da an erfolgten in vielen Städten des Iran unter der Hauptparole Frau, Leben, Freiheit starke anhaltende Massenproteste gegen das Regime. Aminis Tod führte zu einer landesweiten Solidarisierung von meist jüngeren Iranerinnen und Iranern mit den ethnischen Minderheiten der Kurden und Belutschen, die das Regime seit Jahrzehnten ebenso brutal unterdrückt wie die iranischen Frauen.
Irans Staatsregierung ging gewaltsam gegen die Proteste vor, besonders in Belutschistan und Kurdistan, von wo sie ausgegangen waren. Am 21. September 2022 erließ Irans militärischer Oberbefehlshaber einen Befehl an alle Polizeikommandeure, die „Unruhestifter und Gegenrevolutionäre“ seien „streng zu konfrontieren“. Das Dokument wurde geleakt und von der Menschenrechtsorganisation Amnesty International (AI) veröffentlicht.
Am 21. September 2022 wurde auch in Zahedan erstmals gegen die Tötung von Jina Mahsa Amini demonstriert. Das regionale Büro des staatlichen Geheimdienstes (“MOI”) ließ mehrere Teilnehmer festnehmen, darunter zwei minderjährige Frauen. Die Provinzregierung organisierte am 23. September eine Gegenkundgebung.

### Vergewaltigung einer jungen Belutschin
Anfang September 2022 hatte Ebrahim Kouchakzaei, der Polizeichef der Hafenstadt Tschahbahar im Südosten Belutschistans, ein 15-jähriges Mädchen für ein angebliches Verhör auf seine Polizeistation mitgenommen und dort vergewaltigt. Nur lokale Medien berichteten darüber, die iranischen Staatsmedien verschwiegen den Fall. Abdul-Ghaffar Naghshbandi, ein in der Region bekannter Freitagsimam der nahegelegenen Stadt Rask, sprach daraufhin persönlich mit dem Opfer und dessen Familie. Am 27. September 2022 bestätigte er die Vergewaltigung auf Instagram und forderte, die Tat vollständig aufzuklären und den Täter umgehend angemessen zu bestrafen.
Es sei die Pflicht seines Glaubens und seines Gewissens, das tödliche Schweigen zu brechen. Er bezeichnete den Polizeichef als „korrupten Kriminellen“, der eine „schändliche Tat“ begangen habe. Dies wurde umso mehr beachtet, weil Staatschef Ayatollah Ali Chamenei die Freitagsimame im Iran persönlich einsetzt.
Lokale Medien berichteten über das Verbrechen des Polizeichefs; dieser sei auf Kaution freigelassen und nach Teheran überstellt worden. Die Berichte lösten erhebliche Unruhe in der Provinz aus. In Tschahabar kam es zu ersten Protesten. Imam Naghshbandis öffentlicher Vergewaltigungsvorwurf verbreitete sich rasch bis in die rund 170 km entfernte Provinzhauptstadt Zahedan. Darauf reagierte Molavi Abdolhamid Ismailzahi, der führende Imam der Sunniten in der Provinz und Freitagsimam von Zahedan, am selben Tag mit einer Selbstkritik: Das bisherige Schweigen der Geistlichen sei angesichts der Proteste zu hinterfragen, „damit die Wahrheit ans Licht kommt und wir keinen Fehler machen“. Zugleich soll er jedoch die Regimekräfte aufgefordert haben, die Proteste niederzuschlagen.
Nach lokalen Berichten versuchten Staatsbeamte die Familie des vergewaltigten Mädchens zu nötigen, ihre Strafanzeige gegen den Polizeichef zurückzuziehen, und forderten von Naghshbandis Vater, sein Sohn müsse seine Aussagen zurückziehen. Aufgebrachte Protestierende setzten deswegen am 27. September 2022 ein Regierungsgebäude in Tschabahar in Brand. Auf im Internet verbreiteten Videos davon waren Parolen gegen die Vergewaltigungstat und Mahsa Aminis mutmaßliche Ermordung zu hören. Lokale Aktivisten forderten die Bewohner Belutschistans auf, am 30. September 2022 gegen beide Verbrechen zu demonstrieren.

## Verlauf

### An derGreat Mosalla
Am 30. September 2022 ab etwa 12:00 Uhr bezogen nach Zeugenaussagen zwei Gruppen von schwarz gekleideten Scharfschützen der IRGC Stellung auf den etwa 400 Meter entfernten Hügeln um den Gebetsplatz Great Mosalla in Zahedan. Nach dem Zeugenbericht des sunnitischen Imams Mawlana Abdolhamid Ismailzahi, der das Freitagsgebet leitete, zogen Scharfschützen in Zivilkleidung auch auf den umliegenden Hausdächern auf.
Der überdachte Gebetsplatz Great Mosalla liegt an der Razi-Straße rund 800 Meter von der großen sunnitischen Makki-Moschee entfernt. Ab dem Gebetsruf um 11:17 Uhr begann der rund einstündige Gottesdienst auf dem Platz, gefolgt vom üblichen Gebet für die Verstorbenen. Um etwa 12:20 Uhr verließen die ersten Beter den Platz, während andere blieben. Laut Augenzeugen war die Stimmung ruhig, es gab keinen Protestaufruf. In seiner Freitagspredigt forderte Abdolhamid Ismailzahi „ernsthafte Maßnahmen“ zur Aufklärung des Vergewaltigungsvorwurfs. Ab etwa 12:20 Uhr versammelte sich spontan eine kleine Gruppe vor einer Polizeistation gegenüber der Mosalla zum Protest gegen die Tötung von Jina Mahsa Amini und die Vergewaltigung des Mädchens in Tschahbahar. Wie viele Videos und Zeugenaussagen belegen, war die Menge unbewaffnet und nicht gewalttätig. Sie riefen „Gott ist groß“ und Protestparolen, etwa „Tod dem Diktator“ und „Der Vergewaltiger muss bestraft werden“.
Ab etwa 12:30 Uhr begannen Regimekräfte vom Dach der Polizeistation aus unvermittelt in die Menge zu schießen. Daraufhin warfen Einzelne ein paar Steine in Richtung der Polizeistation; andere hämmerten gegen deren Tor und versuchten, es aufzubrechen. Darauf verstärkte die Polizei ihre Salven in die Menge. Zudem schossen die Scharfschützen von umliegenden Hausdächern aus anhaltend auf die Anwesenden. Panik brach aus; viele flohen oder suchten Deckung. Dabei schossen die Täter gezielt auf die Flüchtenden und trafen viele direkt in Rücken, Nacken, Kopf oder Herz.
Mehreren Videos zufolge begann die Polizei noch während des Gebets mit scharfer Munition und Tränengasgranaten auf die versammelten Beter zu schießen. Sie feuerten diese in die Great Mosalla hinein, besonders in den Bereich der betenden Frauen. Viele Beter flohen daraufhin auf den Vorplatz und wurden dort von den Scharfschützen gezielt beschossen. Weitere Videos zeigen, dass die Regimekräfte die vor der Polizeistation versammelte Menge auch von Hubschraubern aus beschossen. Die Schüsse auf fliehende Beter dauerten nach Videos, die AI und die Baluch Activists Campaign (BAC) auswerteten, bis in die Nacht hinein an.
Am 1. Oktober 2022 bestätigte der Sunnitenführer Abdolhamid Ismailzahi den direkten Beschuss von Betern in oder an der Mosalla. Regimekräfte auf Hausdächern hätten gezielt auf Brust und Kopf der Menschen geschossen. Nur einige Jugendliche hätten Steine geworfen, die meisten Opfer seien unbeteiligte Gläubige gewesen. Er forderte eine umfassende Aufklärung, wie das Blutbad zustande gekommen war. Am 6. Oktober 2022 bestätigte AI nach Auswertung zahlreicher Belege, dass Regimekräfte das Massaker während des Freitagsgebets in der Great Mosalla begonnen und gezielt vom Dach der Polizeistation und umliegenden Hausdächern auf die Menge geschossen hatten. Die meisten Opfer wurden gezielt in Kopf, Herz und Brust getroffen, viele in den Hinterkopf, Nacken oder Rücken, also beim Rückzug von der Polizeistation. Dies beweist laut AI die Absicht der Täter, Menschen zu töten oder schwer zu verletzen. AI führte dieses Vorgehen auf die seit 21. September geplante und befohlene Eskalation der Staatsgewalt gegen die Proteste zurück. Augenzeugen bekräftigten gegen die staatlichen Angaben: Regimekräfte hätten wahllos in die Menge geschossen, und Scharfschützen auf umliegenden Dächern hätten bewusst auf Kopf und Brust von Menschen gezielt. Das Regime habe auch Drohnen und Helikopter gegen die Demonstranten in der Stadt eingesetzt.
Die Belege für gezielte und vorbereitete Tötungen legen nahe, dass das Massaker aufgrund der Befehle der Staatsregierung vom 21. September 2022 an die Kommandeure der bewaffneten Kräfte aller Provinzen erfolgte, die Proteste gegen Jina Mahsa Aminis Tod mit äußerst brutaler Gewalt niederzuschlagen.

### An der Makki-Moschee
Viele Zeugen beschrieben den anschließenden Verlauf wie folgt: Ein Teil der Menge floh zur großen Makki-Moschee in der Khayyam-Straße und zum zugehörigen Darul-Uloom-Seminar, um ihr Leben zu retten. Jedoch hatten Agenten in Zivilkleidung und uniformierte IRGC-Kräfte das Gebäude schon umstellt und beschossen Flüchtende und protestierende Jugendliche auch dort von umliegenden Hausdächern aus. Nach etwa einer Stunde feuerten diese Kräfte an der Kreuzung der Khayyam-Straße und der Razi-Straße mit Tränengas und scharfer Munition direkt auf vor der Makki-Moschee versammelte Menschen und töteten dabei mindestens 15 Personen. Abends zogen sich die Schützen zurück, kehrten dann aber nochmals zurück. Eine große Gruppe der Regimekräfte in Zivil näherte sich mit Pkws ohne Kennzeichen der Makki-Moschee, schoss auf Menschen, auf das Seminargebäude, die Privatresidenz des Imams Molawi Abdolhamid sowie auf eine benachbarte Schule und das Büro einer sunnitischen Internetzeitung. Anwesende befürchteten ein weiteres Blutbad an den Schutzsuchenden in der Moschee. Daraufhin wollte ein junger Mann, Yaser Shahbakhsh, der selbst zum Scharfschützen ausgebildet worden war und ein Maschinengewehr besaß, die Moschee verteidigen. Er schoss auf die Regimekräfte, tötete den Anführer der IRGC in der Provinz und einige andere IRGC-Mitglieder. Er selbst wurde bei dem Schusswechsel getötet. Dies war die einzige zuverlässig bezeugte bewaffnete Gegenwehr in Zahedan.

### Weitere Schauplätze
Laut den Nachrichtenportalen Haalvash und Kolbarnews setzte der intensive Beschuss durch Regimekräfte mehrere staatliche Gebäude in Zahedan in Brand. Daraufhin breiteten sich die Proteste in der ganzen Stadt aus.
Nach dem Massaker an der Great Mosalla kam es zu unbewaffneten Protesten in mehreren Stadtteilen Zahedans, so beim Basar Moshtarak von Shirabad, wo Regimekräfte mindestens eine Person erschossen, und den Nachbarschaften von Jam-e Jam. Nur die Einkaufszentren blieben von Protesten frei. Auf Polizeistationen und Basidsch-Büros in Zahedan wurden Steine geworfen. Mehrere Polizeiwagen und Banken wurden angezündet. Direkte Angriffe auf drei Polizeiwachen, die der Polizeigouverneuer der Provinz Ahmad Taheri später behauptete, konnten jedoch nicht bestätigt werden.
Während des Massakers blockierten die Behörden in Zahedan das Internet und erschwerten so das Dokumentieren der Ereignisse. Gleichwohl erschienen im Internet zahlreiche Fotografien von im Verlauf getöteten und verletzten Personen, darunter Kindern. Bei den folgenden Hausdurchsuchungen wurden weitere getötet, verletzt oder verhaftet.

## Die Opfer

### Getötete
Ab dem 1. Oktober 2022 berichteten lokale Medien und Aktivisten über das Massaker und sammelten Zeugenberichte. Sie zählten zu Beginn mindestens 32 bis 58 Todesopfer unter den Protestteilnehmern. Am 2. Oktober 2022 veröffentlichte die BAC eine vorläufige Namensliste von 41 beim Massaker in Zahedan getöteten Personen. Bis zum 4. Oktober 2022 stieg die Opferzahl laut Iran Human Rights (IHR) auf 63, laut der BAC auf 67. Manche waren von Hubschraubern aus gezielt erschossen worden, andere in überfüllten Krankenhäusern wegen mangelnder medizinischer Versorgung verblutet. Bis zum 6. Oktober 2022 registrierte AI durch Auswertung zahlreicher Zeugenberichte und Videos mindestens 82 Getötete namentlich, darunter mindestens sieben Kinder. 66 dieser Opfer töteten die bewaffneten Regimekräfte mit scharfer Munition, Metall- und Schrotkugeln sowie Tränengas an der Great Mosalla, 16 weitere an anderen Schauplätzen Zahedans. Nach den gesammelten Belegen schätzte AI die tatsächliche Gesamtopferzahl jedoch weit höher ein.
Bis zum 12. Oktober 2022 bestätigte die BAC mindestens 93 Todesopfer des Massakers namentlich, darunter mindestens 13 Minderjährige. Dass viele verarmte Belutschen weder ein Telefon noch staatliche Papiere besaßen und nicht bei Behörden dokumentiert waren, erschwerte die Identifikation und Zählung der Opfer erheblich. Laut dem BAC-Aktivisten Farzin Kadkhodaee verschwiegen die Behörden zudem viele Tote, brachten Leichen nicht in Leichenhallen und zwangen Verletzte, Falschangaben der Regimekräfte zu unterschreiben, bevor sie Krankenhäuser aufsuchen durften. Darum nahm man eine hohe Dunkelziffer von weiteren Todesopfern an. Manche NGOs schätzten deren Gesamtzahl auf bis zu 350.

### Verletzte
Bis zum 12. Oktober 2022 schätzte die BAC die Gesamtzahl der beim Massaker von scharfer Munition Verletzten auf rund 350, darunter viele Schwerverletzte. Nach mehreren Berichten hatten Zahedans Krankenhäuser zu wenig Personal, Räume und Blutkonserven für die große Zahl der Verletzten. Darum mussten die Mediziner Triage-Entscheidungen fällen, wessen Leben vorrangig zu retten sei. Zudem hinderten die Regimekräfte Krankenhauspersonal mehrfach, Verletzten zu helfen. So verzögerten sie absichtlich die Operation des schwerverletzten Khodayar Lajaee im Tamin Ejtemaee Hospital, so dass er starb. Andere Verletzte wurden im Krankenhaus verhaftet. Aus Furcht vor ihrer Verhaftung ließen sich manche Verletzte nicht im Krankenhaus behandeln. Im Khatam Hospital mussten Verletzte sich als Mitglieder der separatistischen Gruppe Jaish ul-Adl bekennen, bevor IRGC ihre Behandlung erlaubten. Nach Zeugenberichten entließen Krankenhäuser viele Schwerverletzte vorzeitig, um dem Innenminister und IRGC-Kommandeur Ahmad Wahidi bei seinem Besuch weniger vom Massaker Betroffene vorzugaukeln. Der Neurochirurg Ashkan Pouyan behandelte Verletzte in Zahedan und berichtete am 6. Oktober 2022 auf Instagram, vielen davon, auch Kindern, habe man in den Rücken geschossen. Später löschte er den Bericht und wurde von Regimekräften belästigt und bedroht, wie Verwandte bezeugten.

## Falschangaben des Regimes
Ab dem 30. September 2022 behauptete der Provinzgouverneur Hossein Modares Khiyabani, bei Zusammenstößen jenes Tages seien 19 Personen, darunter mehrere Polizisten, getötet und 20 verwundet worden. Der Chef der IRGC in der Provinz Ali Mosavi (Mussavi) nannte nur drei getötete Mitglieder des regionalen IRGC-Hauptquartiers und zwei getötete Basidsch-Milizen.
Am 1. Oktober 2022 behauptete die staatliche Tasnim News Agency (TNA) einen Terroranschlag: Bewaffnete hätten das Polizeirevier beschossen und mit Molotowcocktails beworfen. Sie hätten auch den Kommandeur des Geheimdiensts der Revolutionsgarde getötet. Die Beamten hätten zurückgeschossen und so ihr Gebäude verteidigt. Der Provinzgouverneur behauptete, die Separatistengruppe Jaish ul-Adl habe die Regimekräfte in Zahedan angegriffen. Laut Staatsmedien wurden mehrere Polizeiwagen angezündet und drei Polizeiwachen angegriffen. Zornige Protestteilnehmer sollen sie zu stürmen versucht und eine Polizeistation besetzt haben. Die Videos in Internetmedien bestätigten diese Angaben jedoch nicht.
Nach der staatlichen Version soll eine Gruppe unbekannter bewaffneter Männer das Feuer auf die Polizeistation bei der Great Mosalla eröffnet haben. Beim Versuch der Polizisten, ihr Gebäude zu verteidigen, sei es zu einem intensiven Feuergefecht mit den Angreifern gekommen. Die dazu vom Staatsfernsehen veröffentlichten Überwachungsvideos zeigten jedoch nur einige Personen, die das Tor der Polizeistation zu öffnen versuchten. Erst danach, behauptete der Begleitbericht, habe die Polizei mit Schüssen geantwortet. Ein Basidsch-Mitglied aus Zahedan behauptete, die Polizei und Sicherheitskräfte hätten zuerst nur Metallkugeln in die Menge geschossen. Erst nachdem ein Lastwagen die Mauer der Polizeistation gerammt habe, hätten sie mit scharfer Munition geschossen. Das dazu gezeigte Filmmaterial zeigte jedoch nur einen städtischen Linienbus, der die Mauer rammte. Nach Zeugenberichten gegenüber IHR wollte der Busfahrer bei der Schießerei sein Leben retten und rammte die Mauer aus Versehen.
Schon am 30. September 2022 erklärte Polizeichef Ahmad Taheri, man habe eine Gruppe von Separatisten als angebliche Angreifer festgenommen. Nach staatsunabhängigen Berichten nahmen IRGC und der Geheimdienst MOI in den Folgetagen in Zahedan etwa 200 Protestteilnehmer fest, auch Kinder, und weitere in der übrigen Provinz. Angehörige und Anwälte erhielten kaum Informationen über ihren Verbleib und Zustand. Am 5. Oktober 2022 veröffentlichte die staatliche Nachrichtenagentur Fars angebliche Geständnisse von zwei Häftlingen, sie hätten die Polizeistation angegriffen. Durch Folter erzwungene, in Staatsmedien vorgeführte Geständnisse sind gängige Praxis im Iran, um Staatsverbrechen zu kaschieren.
Staatliche Webseiten lasteten die Todesopfer den Protestierenden selbst an und führten dazu erzwungene Geständnisse von Häftlingen an. Die Behörden stellten Protestierende als Täter dar und bezeichneten sie als „Terroristen“, „Randalierer“ und „Separatisten“, die im Auftrag ausländischer Regierungen gehandelt hätten. Sie zeigten Inhaftierte mit Säcken über ihren Köpfen als angeblich bewaffnete Angreifer auf die Regimekräfte in Zahedan und zwangen einen Häftling ohne Anwalt vor laufender Kamera, sich selbst als an Schießereien jenes Tages Beteiligten zu bezichtigen. Sie behaupteten ferner, Protestierende hätten Plündereien und Brandstiftung gegen öffentlichen Besitz begangen. Belege dafür oder für eine sonstige ernsthafte Gefährdung der Regimekräfte fand AI nicht.

## Folgen im Iran

### Weitere Proteste
Trotz des Staatsterrors setzten viele Bewohner Zahedans ihre Proteste ab dem 14. Oktober 2022 regelmäßig an jedem Freitag fort. Die Provinzhauptstadt wurde zu einem der größten Zentren der Protestbewegung im Iran und regte analoge Freitagsproteste in anderen Großstädten des Landes an. Der prominente Sunnitenführer Molawi Abdolhamid verurteilte das harte Vorgehen der Regimekräfte kontinuierlich in seinen wöchentlichen Predigten in der Makki-Moschee von Zahedan. Dies ermutigte viele Teilnehmer, weiterhin nahe der Great Mosalla der Stadt zu demonstrieren, ebenso in kleineren Orten der Provinz. In ganz Sistan und Belutschistan wird an jedem Freitag mit weiteren Protesten an das Massaker erinnert.
Am 21. Oktober 2022 machte Mowlavi Abdolhamid den obersten religiösen Führer Ali Chamenei für das Blutbad in Zahedan verantwortlich und wies die Behauptungen der Behörden, Separatisten hätten das Ereignis ausgelöst, als „reine Lügen“ zurück. Eine große Menge demonstrierte vor der Polizeistation, wo das Massaker begonnen hatte, und rief „Tod den Basidschi“, „Tod dem Diktator“ und „Von Zahedan nach Teheran, ich gebe mein Leben für Iran“. Am selben Tag fanden Streiks in vielen Industriestandorten des Iran statt. Am 28. Oktober 2022 sollen nach dem Freitagsgebet in Zahedan 100.000 Menschen gegen die Staatsgewalt und das diktatorische Regime demonstriert haben.
Am 9. November 2022, dem 40. Tag nach dem Massaker, der im Islam als Abschluss der 40-tägigen Trauerzeit traditionell besonders begangen wird, zeigten Einwohner vieler Städte Irans Solidarität mit den Opfern des Massakers. Sie traten in Streiks, und Ladeninhaber schlossen ihre Geschäfte. In Zahedan demonstrierten an jenem Tag erneut Tausende.
Auch am 25. November 2022 kritisierte Abdolhamid die Staatsführung wegen ihrer brutalen Unterdrückung von Demonstranten und forderte, das Töten und die Gewalt gegen sie einzustellen. Der Wertverlust der iranischen Währung und die hohe Arbeitslosigkeit seien eine Folge dieser verfehlten Staatspolitik.
Am 29. November 2022, als ein IRGC-General erstmals bis zu 300 Todesopfer der Proteste einräumte, verurteilten die sunnitischen Imame in Sistan und Baluchestan das brutale Vorgehen des Regimes. Das Töten von Menschen, gleich in welchem Teil Irans, habe keinerlei Rechtfertigung.
Abdolhamid forderte, Todesurteile gegen Demonstranten aufzuheben und die Bevölkerung gerecht und respektvoll zu behandeln. Nach geleakten Fars-Dokumenten vom November 2022 befahl Chamenei den IRGC daraufhin, Abdolhamids Ansehen zu beschädigen, um seinen Einfluss bei Irans Sunniten zu untergraben. Am 14. Januar 2023 behauptete die Staatszeitung Iran Daily, Abdolhamid wolle weitere „Aufstände“ herbeiführen und setze damit seine „destruktive Rolle gegen die nationale Sicherheit und Einheit“ fort. Am 16. Januar 2023 wies er die Vorwürfe zurück: Er und die Amtsinhaber der Makki-Moschee hätten die Protestierenden nicht aufgereizt, sondern großenteils zum Bewahren der Sicherheit gebracht und Racheakte für das Blutvergießen verhindert. Die Redakteure von Iran Daily wüssten offenbar nichts vom beispiellosen Verbrechen am 30. September 2022 in Zahedan oder hätten es vergessen. Statt die direkten Erschießungen von fast 100 Menschen durch Regimekräfte zu verurteilen und die Täter haftbar zu machen, habe Irans Regierung bisher weder deren Festnahme veranlasst noch das staatliche Morden unterbunden. Dazu müsse Iran Daily die Führer der Islamischen Republik drängen.
Am 27. Januar 2023 protestierten erneut Tausende nach dem Freitagsgebet vor der Makki-Moschee in Zahedan gegen das Regime, ebenso in anderen Städten der Provinz.

### Weiterer Staatsterror
Die Täter des Massakers blieben unbehelligt, setzten ihre Angriffe auf die Proteste und das Schießen auf Zivilisten fort. Laut Augenzeugen patrouillierten Militärhubschrauber über Zahedan, erschossen am 3. Oktober 2022 vier Passagiere eines Pkw und beschossen und beschädigten parkende Pkw. Bis zum 19. Oktober machten die Behörden fast keine Angaben zur Lage der festgenommenen Protestteilnehmer. Angehörige der Getöteten und Verletzten wurden bedroht und genötigt, sie müssten der Basidsch-Miliz beitreten, sonst werde man sie als bewaffnete Separatisten anklagen. Laut einem Zeugenbericht bot eine Delegation aus Teheran Opferfamilien Geld für ihr Schweigen über das Massaker an. Regimekräfte in Zivil tarnten sich als Belutschen und zündeten einige Schulen, Einkaufszentren und andere öffentliche Gebäude in Zahedan und anderen Städten der Provinz an, um die Bevölkerung einzuschüchtern. Nach BAC-Berichten schossen Regimekräfte besonders im verarmten und vernachlässigten Stadtteil Shirabad auf Jugendliche, konnten Fliehende aber kaum festnehmen. Am 21. Oktober nahm Zahedans Polizei laut Staatsmedien etwa 57 von 150 Demonstranten fest, die als „Schläger und Randalierer“ bezeichnet wurden.
In den Folgewochen verstärkte die Staatsregierung die Regimekräfte in der Provinz mit gepanzerten Fahrzeugen und bewaffnetem Personal massiv wie bei einer militärischen Besetzung. Für Massenfestnahmen in Zahedan stationierten sie schwarz uniformierte paramilitärische Faraja-Einheiten, filmten Protestversammlungen intensiv und schleusten als Belutschen getarnte Spitzel ein. Sie errichteten Kontrollposten und blockierten große Straßen, um die Proteste zu verhindern. Bei fast jedem zweiten Freitagsprotest in Zahedan beschossen sie Teilnehmer. Am 4. November 2022 verübten Regimekräfte in Khash ein weiteres Massaker, auch dort durch auf Hausdächern postierte, militärisch ausgebildete, mit Maschinengewehren bewaffnete Scharfschützen in Zivilkleidung. Sie töteten laut Halvaash mindestens 18 Protestteilnehmer, darunter vier Minderjährige. Verletzte mieden die Krankenhäuser, um nicht dort festgenommen zu werden. Seit 28. Oktober 2022 wurden laut Menschenrechtsaktivisten mindestens 29 Menschen in Zahedan durch Regimekräfte getötet, eine unbekannte Zahl verletzt und festgenommen. Das Fortsetzen der Proteste wurde für viele eine Lebensversicherung, um einander vor Festnahme, Folter und Hinrichtung zu schützen. Beteiligte erklärten, bei völligem Entzug aller Menschenrechte hätten sie keine andere Wahl als notfalls ihr Leben zu opfern.
Beim Freitagsgebet am 2. Dezember 2022 unterbrachen eingeschleuste Provokateure des Regimes Abdolhamids Predigt in der Makki-Moschee, riefen gegnerische Parolen, stahlen eine separatistische Flagge und posteten ein Foto davon online. Das Büro der Moschee erklärte zwei Tage darauf, man habe ihnen die Flagge weggenommen und die Täter identifiziert. Sie seien von bekannten Zentren angeheuert worden, um feindliche Propaganda gegen die Moschee zu verbreiten.
Am 27. Januar 2023 schossen Regimekräfte in Zahedan mit scharfer Munition und Tränengas auf die unbewaffnete Menge vor der Makki-Moschee, verletzten eine unbekannte Zahl und nahmen mehrere Personen fest. Regimekräfte hatten zuvor in der Stadt befestigte Posten eingerichtet und Gräben ausgehoben, um die wöchentlichen Proteste zu verhindern. Dazu wurden laut Haalvsh im Januar 2023 mindestens 185 weitere Bürger der Provinz festgenommen. 125 davon wurden bis Februar 2023 identifiziert.

### Beamtenaustausch
Irans Präsident Ebrahim Raissi hatte kurz nach Beginn der Proteste Härte und entschlossenes Vorgehen gegen die Demonstranten angekündigt. Infolge der Unruhen und Auslandsberichte ordnete er am 7. Oktober 2022 eine Untersuchung der Vorgänge in Zahedan an und entsandte den Innenminister Ahmad Wahidi für „gründliche Ermittlungen“ dorthin.
Nach staatlichen Medienberichten vom 27. Oktober 2022 räumten einige lokale Beamte Fehlverhalten der Polizei am 30. September 2022 ein und gaben an, der Polizeichef von Zahedan und der Kommandeur der Polizeistation an der Great Mosalla seien deshalb entlassen worden. Nach Behördenangaben wurde der Kommandeur entlassen, weil er den angeblichen Angriff von „Terroristen“ auf die Polizeistation nicht verhindert habe. Zudem kündigte der Bericht Entschädigung für „unschuldige Opfer und ihre Familien“ an. Man habe eine Untersuchung eröffnet, die zu weiteren Maßnahmen gegen die Unruhestifter, Provokateure der Gewalt und des Fehlverhaltens verdächtige Beamte führen könne. Am selben Tag wurden Spezialkräfte des Regimes mit gepanzerten Fahrzeugen nach Zahedan verlegt, und Drohnen flogen über der Stadt. Die Berichte und die militärische Verstärkung sollten wohl neuen Massenprotesten zum bevorstehenden, üblicherweise mit Demonstrationen begangenen 40. Tag seit dem Massaker vorbeugen.
Am 9. November 2022 berichteten Staatsmedien, Mohammad Qanbari sei zum neuen Polizeichef für Sistan und Belutschistan ernannt worden. Zugleich meldeten sie die Hinrichtung von zwei Belutschen, angeblich Terroristen der Jaish al-Adl, die vier Grenzpolizisten getötet haben sollten. Damit reagierte das Regime auf anhaltende politische Streiks in der Provinz und in Kurdistan zum 40. Tag seit dem Massaker in Zahedan.

## Folgen im Ausland
AI stellte das Massaker in eine Reihe mit früheren kriminellen Massentötungen des Regimes von 2019 und verlangte dringend eine unabhängige internationale Untersuchung durch die UNO, um die Verantwortlichen der Verbrechen zu ermitteln und ihre Straflosigkeit im Iran zu brechen.